# Thomas Letsch
Thomas Letsch (* 26. August 1968 in Esslingen am Neckar) ist ein deutscher Fußballtrainer.

## Laufbahn
Nach verschiedenen Stationen in Deutschland als Trainer und Co-Trainer (VfB Oberesslingen/Zell, Stuttgarter Kickers, FC Heilbronn, SSV Ulm 1846, SG Sonnenhof Großaspach) kam er in der Saison 2012/13 in die Nachwuchsakademie des FC Red Bull Salzburg. Dort trainierte er die U-16 und die U-18, mit der er in der Saison 2014/15 österreichischer Meister wurde. In der Saison 2013/14 war er neben seiner Tätigkeit in der Akademie auch Co-Trainer des FC Red Bull Salzburg in der Bundesliga unter Roger Schmidt.
2015 wurde er Trainer des FC Liefering als Nachfolger von Peter Zeidler. Am 3. Dezember 2015 wurde er bis zur Winterpause erneut Zeidlers Nachfolger als Cheftrainer beim FC Red Bull Salzburg, bevor im neuen Jahr Óscar García übernahm. In den beiden Spielen erreichte er ein Unentschieden und einen Sieg gegen den SK Rapid Wien.
Im Juni 2017 wurde er Trainer des deutschen Zweitligisten FC Erzgebirge Aue. Nach drei Niederlagen zum Auftakt trennte sich der FC Erzgebirge Aue jedoch am 14. August von Letsch und präsentierte am 7. September schließlich Hannes Drews als dessen Nachfolger.
Im Februar 2018 übernahm er den österreichischen Bundesligisten FK Austria Wien vorerst bis Saisonende. Am 14. Mai 2018 wurde er mit einem Zweijahresvertrag bis 2020 mit Option auf Verlängerung um ein drittes Jahr ausgestattet. Im März 2019 trennte sich die Austria von Letsch, die Wiener lagen zum Zeitpunkt der Trennung auf dem dritten Tabellenrang.
Zur Saison 2020/21 übernahm er Vitesse Arnheim aus der niederländischen Eredivisie als Cheftrainer und schaffte es mit dem Klub auf Anhieb ins Finale des niederländischen Fußballpokals 2020/21 sowie anschließend in der darauffolgenden Saison 2021/22 bis ins Achtelfinale der neu eingeführten UEFA Conference League.
Am 22. September 2022 gab der VfL Bochum seine Verpflichtung als neuer Cheftrainer bekannt.
Er übernahm die Mannschaft nach dem siebten Spieltag mit einem Punkt auf dem letzten Tabellenplatz stehend und führte sie noch zum direkten Klassenerhalt durch einen 3:0-Sieg gegen Bayer Leverkusen am letzten Spieltag. Am 8. April 2024 trennte sich der Verein nach einer 1:2-Niederlage beim 1. FC Köln, dem sechsten sieglosen Spiel in Folge, von Letsch.
Anfang Januar 2025 kehrte er als Nachfolger für den entlassenen Pepijn Lijnders zum österreichischen Bundesligisten Red Bull Salzburg zurück, bei dem er einen bis 2027 laufenden Vertrag erhielt.
Vor seiner Tätigkeit als Trainer im Profifußball war Letsch Lehrer für Mathematik und Sport am Gymnasium Plochingen, das er selbst als Schüler besucht hatte, und an der Deutschen Schule Lissabon.